# آلن زاسایف
آلن زاسایف (به انگلیسی: Alen Zasyeyev) ورزشکار مرد رشتهٔ کشتی آزاد متولد ۱۰ اکتبر ۱۹۸۸ در کشور گرجستان است.
از افتخارات این کشتی‌گیر می‌توان به نایب قهرمانی در قهرمانی کشتی جهان در سال ۲۰۱۳ اشاره کرد.
وی در سال ۲۰۱۶ میلادی در بازی‌های المپیک ریو، وزن ۱۲۵ کیلو این مسابقات حاضر بود و توانست در مسابقه اول بیلال ماخوف را که مدعی اول کسب مدال طلا بود را شکست دهد اما با شکست مقابل گنو پتریاشویلی از گردونه رقابت‌ها کنار رفت.